# Dichlorure de niobocène
Le dichlorure de niobocène est un composé organométallique de formule chimique (η5-C5H5)2NbCl2, couramment abrégée Cp2NbCl2, où Cp représente un ligand cyclopentadiénure [C5H5]−. Il s'agit d'un solide brun paramagnétique à 17 électrons apparenté aux métallocènes. Dans la molécule, les deux ligands cyclopentadiénure et les deux ligands chlorure Cl− sont disposés selon une géométrie téraédrique déformée autour de l'atome central de niobium à l'état d'oxydation +4.
Le dichlorure de niobocène a été mentionné pour la première fois en 1954. Il peut être obtenu par exemple par une réaction en plusieurs étapes à partir de chlorure de niobium(V) NbCl5 et de cyclopentadiénure de sodium Na(C5H5) :
NbCl5 + 6 Na(C5H5) ⟶ (η5-C5H5)4Nb + 5 NaCl + composés organiques ;
(η5-C5H5)4Nb + 2 HCl + 1/2 O2 ⟶ [((η5-C5H5)2NbCl)2O]Cl2 + 2 C5H6 ;
[((η5-C5H5)2NbCl)2O]Cl2 + 2 HCl + SnCl2 ⟶ (η5-C5H5)2NbCl2 + SnCl4 + H2O.
Les cycles cyclopentadiényle du dichlorure de niobocène ne sont pas coplanaires mais sont inclinés l'un vers l'autre. L'angle Cp-M-Cp moyen dans les dichlorures de métallocènes est généralement de 130,3°, mais ici l'angle Cl-Nb-Cl vaut 85,6°, ce qui est inférieur à celui du dichlorure de zirconocène (η5-C5H5)2ZrCl2, de 97,1°, mais supérieur à celui du dichlorure de molybdocène (η5-C5H5)2MoCl2, de 82° : cette valeur peut s'expliquer par l'orientation des orbitales hautes occupées dans ce type de complexes.
Contrairement aux dérivés de zirconocène correspondants et au dichlorure de titanocène (η5-C5H5)2TiCl2, aucune application technique n'a été identifiée pour le dichlorure de niobocène, bien qu'il ait fait l'objet de nombreuses recherches. Il a par exemple fait l'objet d'une étude comme anticancéreux potentiel. En pratique, il peut être utilisé comme précurseur pour l'obtention de composés organométalliques du niobium.